# Корноуховский район
Корноуховский район (тат. Корноухово районы) — бывший административный район Татарской АССР с центром в селе Большой Салтан (до 1946) и Корноухово, существовавший в 1944—1954 годах.

## История
Салтанский район был образован 19 февраля 1944 года. 5 апреля 1946 года был переименован в Корноуховский район.
По данным на 1 января 1948 года в районе было 15 сельсоветов: Балыклы-Чукаевский, Больше-Ошнякский, Больше-Салтанский, Владимировский, Емельяновский, Зюзинский, Корноуховский, Крещено-Казыльский, Отар-Дубровский, Средне-Девятовский, Старо-Арышский, Татарско-Янтыкский, Шетнево-Тулушский, Шетнево-Черемышевский и Шумковский.
8 мая 1952 года район вошёл в состав Казанской области Татарской АССР. 30 апреля 1953 года в связи с ликвидацией областей был возвращён в прямое подчинение Татарской АССР.
22 ноября 1954 года Корноуховский район был упразднён, а его территория передана в Рыбно-Слободский и Лаишевский районы.